# Marco Anghileri
Marco Anghileri soprannominato Butch (Lecco, 16 settembre 1972 – Monte Bianco, 14 marzo 2014) è stato un alpinista italiano.

## Biografia
Marco Anghileri era figlio di Aldino Anghileri e fratello di Giorgio, entrambi noti alpinisti. Balzò agli onori delle cronache nel 2000 per la prima scalata invernale in solitaria della via Solleder-Lettenbauer sul Monte Civetta e per il concatenamento in giornata, sempre in solitaria ma d'estate, delle tre seguenti vie: la Solleder-Lettenbauer in Civetta, la Vinatzer-Messner in Marmolada e lo spigolo Gilberti sull'Agner.
Nel suo curriculum di alpinista si possono trovare ripetizioni solitarie spesso in inverno delle vie ritenute fra le più dure delle Alpi.
Era noto anche per la sua attività di divulgatore e conferenziere.
È morto tentando la prima scalata solitaria invernale della via Jöri Bardill sul pilone centrale del Monte Bianco.

## Premi e riconoscimenti
Nel 2000 la città di Lecco gli attribuì il San Nicolò d'oro.